# Landulf V van Benevento

Landulf V (†1033) was prins van Benevento van 987 tot 1033. Hij deelde de titel met zijn vader Pandulf II tot diens dood in 1014. Hierna deelde hij de titel met zijn zoon  Pandulf tot zijn dood in 1033.

## Familie
Zijn familie was een van de Longobardische geslachten die heersden over Zuid-Italië. Zijn vader was Pandulf II, prins van Benevento van 981 tot 1014, en zijn broer was prins Pandulf IV van Capua (1016-1050). Zijn zonen waren Pandulf III van Benevento, co-prins met zijn vader vanaf 1014, Atenulf (rebelleerde in 1041) en Daufari, de latere Paus Victor III.

## Context
Landulf V kreeg te maken met de strijd om de Mezzogiorno tussen het Byzantijnse Rijk en het Heilig Roomse Rijk. Het Byzantijnse Rijk werd vertegenwoordigd door Basileios Boioannes van het Katapanaat Italië en het Heilig Roomse Rijk door aartskanselier van Italië Pilgrim. In 1022 werd zijn broer Pandulf IV van Capua gevangengenomen en voor Keizer Hendrik II de Heilige gebracht. Ook Landulf V diende eerbetuiging te geven aan de keizer. Nadien is er over zijn leven niets meer bekend, behalve dat hij in september 1033 stierf. Hij werd opgevolgd door zijn zoon Pandulf III.